# 海因里希·黑伯林
海因里希·黑伯林（德語：Heinrich Häberlin，1868年9月6日—1947年2月26日），是瑞士联邦的自由民主党政治家、法学家。他曾于1920年至1934年期间担任瑞士联邦委员会委员，并在1926年以及1931年两度被选为瑞士总统。